# Цела
Цела (др.-евр. עלצ‬ «ребро, бок, сторона», лат. Zelah) — город колена Вениаминова (Нав. 18:28), где похоронены кости Саула, его сына Ионафана и кости семерых потомков Саула (двух его сыновей от Рицпы, и пятерых внуков — детей его дочери Меровы), повешенных гаваонитянами на солнце, во гробе Киса, отца Саулова (2 Цар. 21:14). Саул и Ионафан погибли в битве с филистимлянами при горе Гелвуе (ивр. Гильбоа).
Город этот у Иисуса Навина поставляется подле городов Элефа (ивр. אלף‎, селение вблизи Иерусалима) и Иевуса. Септуагинта соединяет название Элеф с Цела. В Септуагинте к Второй книге Царств это слово переводится, как нарицательное: греч. έν τή πλευρά — на краю; а к книге Иисуса Навина есть варианты; в Ватиканском кодексе это слово пропущено, в других кодексах читается Σηλαλέφ, что соответствует ивр. ףלאהעלצ‎ (соединенное в одно слово).
Клаусс (H. Clauß) отождествляет Целу с Zilû, упоминаемым в амарнских письмах.